# Аррігорріага
Аррігорріага (баск. Arrigorriaga, ісп. Arrigorriaga) — муніципалітет в Іспанії, у складі автономної спільноти Країна Басків, у провінції Біская. Населення — 12 435 осіб (2009).
Муніципалітет розташований на відстані близько 320 км на північ від Мадрида, 6 км на південний схід від Більбао.
На території муніципалітету розташовані такі населені пункти: (дані про населення за 2009 рік)
- Агірре: 58 осіб
- Аррігорріага: 8391 особа
- Мартіарту: 172 особи
- Ла-Пенья: 3814 осіб

## Демографія
Динаміка населення (INE ):

## Галерея зображень

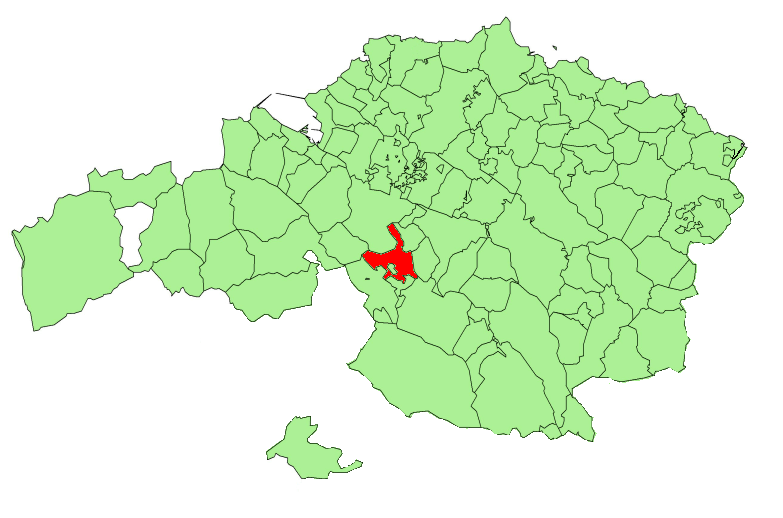
Розташування муніципалітету
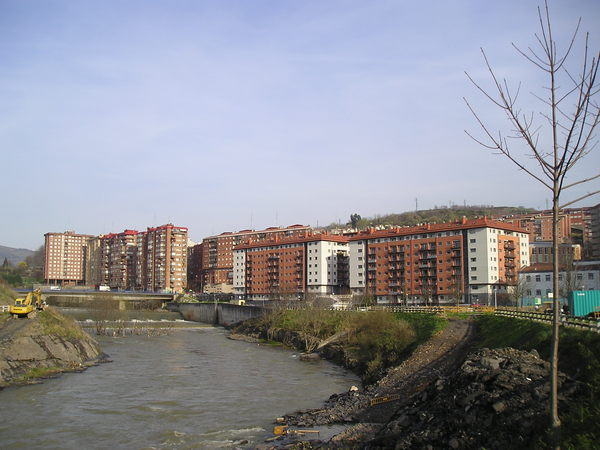
Аррігорріага